# Butterfly World

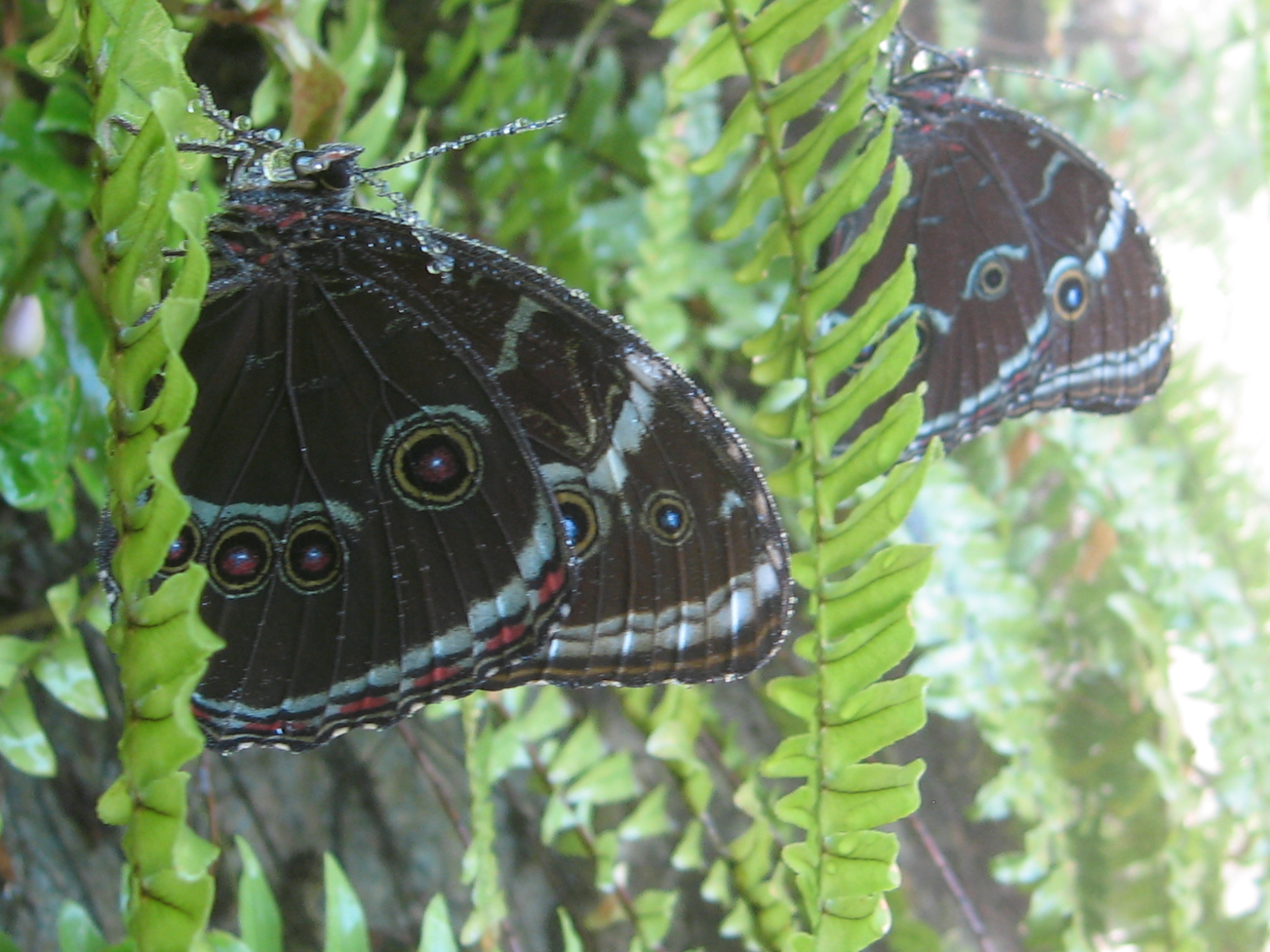
Morpho peleides.

El Mundo de las Mariposas (en inglés: Butterfly World) es un jardín botánico de plantas base alimenticia, de las mariposas que se encuentran en un aviarium localizado en Coconut Creek, Florida, en los  Estados Unidos. 

## Localización
Butterfly World, en Tradewinds Park, Coconut Creek, Florida 34982 Estados Unidos.26°16′6″N 80°10′16″O / 26.26833, -80.17111

## Historia

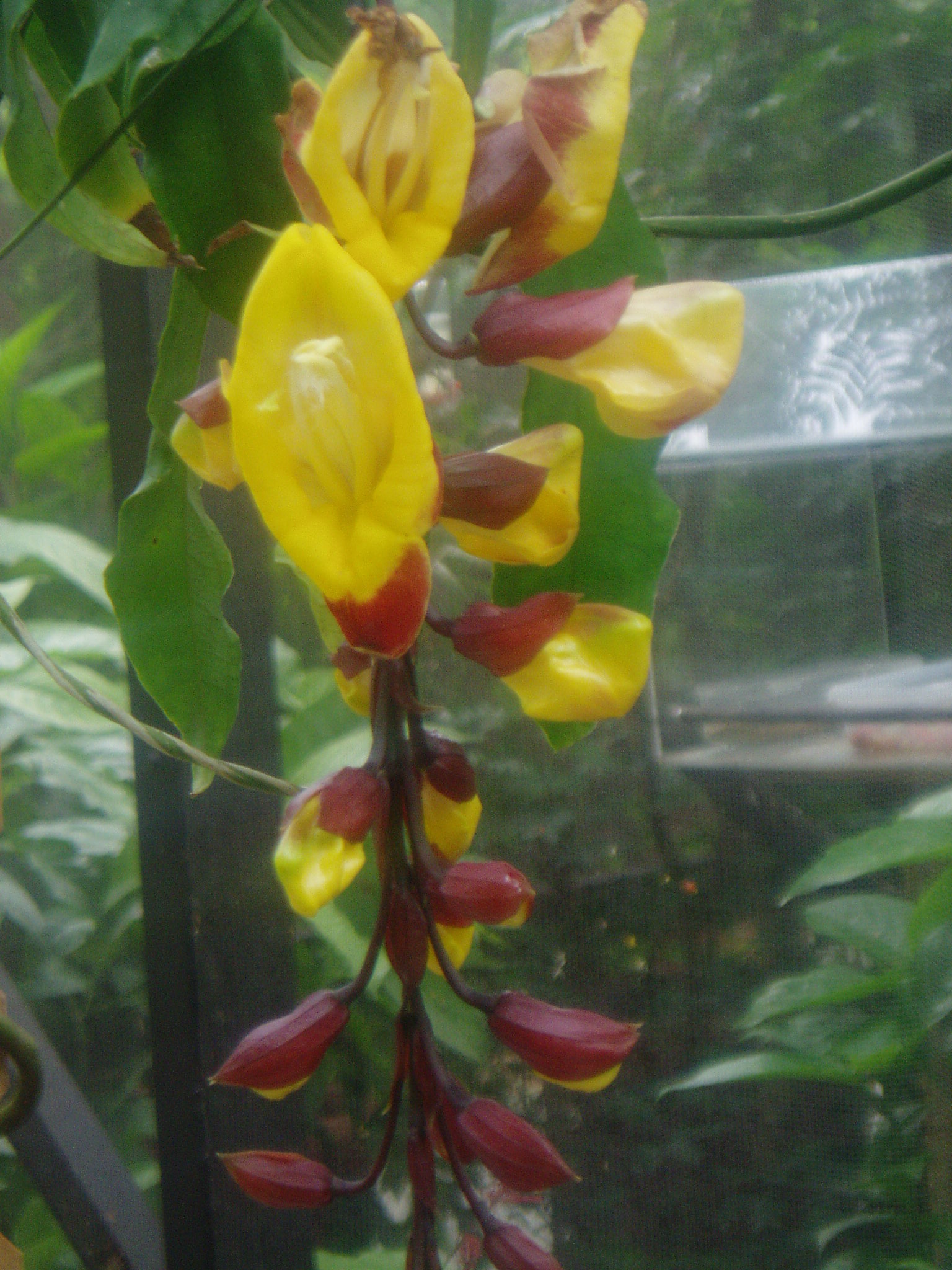
Thunbergia mysorensis, una de las numerosas plantas base de alimentación de las mariposas

Butterfly World está considerado como una de las mayores exhibiciones de mariposas del mundo y el primer parque de su clase en el hemisferio occidental, abrió sus puertas al público en 1988. Las instalaciones de la pajarera albergan alrededor de 3000 mariposas vivas. Butterfly World está abierto todos los días de 9:00 a. m. a 4:00 p. m. excepto domingo de 11:00 a. m. a 4:00 p. m. horas.

## Colecciones
El Paradise Adventure Aviary  (Pajarera de la aventura del paraíso) incluye fuentes con charcas, y las mariposas. Adjunto a este se encuentra el  Hanging Garden & Butterfly Emerging Area (Jardín colgante y Área de emergencia de las mariposas)  donde están los capullos colgantes con las crisálidas y las mariposas emergentes que se pueden observar en exhibición. 
La pajarera de la selva tropical incluye una cascada, plantas tropicales, pájaros de vuelo libre y numerosas especies de mariposas.
Los Grace Gardens (Jardines Gracia) es un jardín botánico al aire libre en el que se cultivan plantas tropicales. También en el recinto se encuentra una de las colecciones más grandes de flor de la pasión del mundo, en los laterales del jardín secreto del mundo. 
Lo más impactante de la pajarera del cielo es sin duda donde se pueden observar a los colibríes y otros pájaros, en vuelo o alimentándose. 
El Museo/Insectario donde se exhiben especímenes montados de escarabajos, escorpiones, mariposas, polillas y otros insectos. 
En las exhibiciones del parque zoológico del insecto vivo los insectos que incluyen, tales como insectos de agua, arañas, avispas, insectos palo y mantis.
Los visitantes pueden ver el laboratorio en donde las mariposas se crían y pueden ver las diversas etapas incluyendo los huevos, orugas y pupas.